# Juan Guillermo Domínguez
Juan Guillermo Domínguez Cabezas (El Cerrito, Valle del Cauca, Colombia; 17 de diciembre de 1986) más conocido como Carachito para diferenciarse de su hermano (Álvaro "Caracho" Domínguez). Es un exfutbolista colombiano. Jugaba de lateral izquierdo.

## Trayectoria

### Cali, Cartagena y Millonarios
Se formó en el Deportivo Cali donde debutó profesionalmente con 18 años, en el torneo apertura 2005.
En el torneo finalización 2005 y apertura 2006 fue cedido al Real Cartagena donde consiguió un subcampeonato de primera división. Para el torneo finalización 2006 regresa al Deportivo Cali donde se mantiene por 4 temporadas.
Para el inicio del 2011, se confirma su llegada a Millonarios donde muestra un buen nivel deportivo que le vale para ir al Espanyol de Barcelona en donde a último momento el club catalán declina por su contratación.

### Estudiantes de la Plata
En julio de 2011, es traspasado al fútbol de Argentina, para jugar con el equipo de Estudiantes de La Plata, donde sería compañero en ese club, del ídolo del cuadro pincharrata, el ex internacional argentino Juan Sebastián Verón. También con el arquero paraguayo Justo Villar y su compatriota Duván Zapata.

### Newell's Old Boys
En principios del 2012, Domínguez se hace jugador del Newell's Old Boys, de la Primera División de Argentina, cuyo director técnico es Gerardo Martino quien pidió que el jugador se quedara en el club por un año más pero Domínguez prefirió llegar al popular.

### Colo-Colo
El 18 de julio de 2012, fue confirmado como el nuevo refuerzo del equipo de Colo-Colo de la Primera División de Chile y a pesar de que el mánager del equipo rosarino Gustavo Dezotti, aseguró al sitio web de la radio chilena Cooperativa, que Newell's desconocía el fichaje del colombiano en el equipo chileno, el fichaje igual se concretó y de paso, Domínguez se convierte en el séptimo jugador colombiano en vestir la camiseta de Colo-Colo.

### Junior
Tras una temporada en el club, regresa al fútbol colombiano para incorporarse a las filas del Junior de Barranquilla. En 2016 se ha visto involucrado en diversos enfrentamientos con la hinchada del equipo debido a episodios de indisciplina, llegadas en estado de embriaguez a los entrenamientos, sumado a su pobre rendimiento.

### Segunda etapa en Millonarios
El 21 de diciembre de 2016 se confirma como nuevo jugador de Millonarios Fútbol Club para la temporada 2017 a préstamo por un año. El 1 de febrero de 2017 debuta en la Copa Libertadores de América, perdiendo el partido de ida de la primera fase por la mínima frente a Atlético Paranaense en Brasil.
Aun así Carachito, retoma en el club albiazul su nivel y su buen fútbol bajo la confianza y tutela del técnico Miguel Ángel Russo coronándose campeón de la Liga Águila 2017 Clausura y siendo pieza fundamental en el engranaje del técnico Russo y la consecución de la estrella 15 del club albiazul.
Su primer gol con la camiseta azul lo marca el 18 de febrero de 2018 en el empate a un gol frente a Atlético Nacional de tiro penal. Al finalizar el primer semestre de 2019 y en vista de su poca participación en los partidos de liga, se decide su no renovación con el club de Bogotá.

## Selección nacional
El día 26 de septiembre de 2012 es nominado por José Pékerman para defender a su selección en las Eliminatorias 2014. Sin embargo quedó descartado tras una lesión que lo dejó marginado de la lista de convocados de Colombia.

## Estadísticas
| Club                            | Div.                | Temporada           | Liga  | Liga  | Liga   | Copas        | Copas        | Copas        | Internacional | Internacional | Internacional | Total | Total | Total  |
| Club                            | Div.                | Temporada           | Part. | Goles | Asist. | Part.        | Goles        | Asist.       | Part.         | Goles         | Asist.        | Part. | Goles | Asist. |
| ------------------------------- | ------------------- | ------------------- | ----- | ----- | ------ | ------------ | ------------ | ------------ | ------------- | ------------- | ------------- | ----- | ----- | ------ |
| Deportivo Cali · Colombia       | 1.ª                 | 2005                | 1     | 0     | 0      | Inexistentes | Inexistentes | Inexistentes | Inexistentes  | Inexistentes  | Inexistentes  | 1     | 0     | 0      |
| Deportivo Cali · Colombia       | 1.ª                 | 2006/07             | 38    | 1     | 0      | Inexistentes | Inexistentes | Inexistentes | Inexistentes  | Inexistentes  | Inexistentes  | 38    | 1     | 0      |
| Deportivo Cali · Colombia       | 1.ª                 | 2008                | 39    | 6     | 0      | Desconocido  | Desconocido  | Desconocido  | Inexistentes  | Inexistentes  | Inexistentes  | 39    | 6     | 0      |
| Deportivo Cali · Colombia       | 1.ª                 | 2009                | 33    | 1     | 0      | Desconocido  | Desconocido  | Desconocido  | 2             | 0             | 1             | 33    | 1     | 1      |
| Deportivo Cali · Colombia       | 1.ª                 | 2010                | 17    | 1     | 3      | Desconocido  | Desconocido  | Desconocido  | Inexistentes  | Inexistentes  | Inexistentes  | 17    | 1     | 3      |
| Deportivo Cali · Colombia       | Total               | Total               | 128   | 9     | 3      | 0            | 0            | 0            | 2             | 0             | 1             | 130   | 9     | 4      |
| Real Cartagena · Colombia       | 1.ª                 | 2005/06             | 24    | 3     | 0      | Inexistentes | Inexistentes | Inexistentes | Inexistentes  | Inexistentes  | Inexistentes  | 24    | 3     | 0      |
| Real Cartagena · Colombia       | Total               | Total               | 24    | 3     | 0      | 0            | 0            | 0            | 0             | 0             | 0             | 24    | 3     | 0      |
| Millonarios · Colombia          | 1.ª                 | 2011                | 20    | 1     | 3      | 6            | 1            | 0            | Inexistentes  | Inexistentes  | Inexistentes  | 26    | 2     | 3      |
| Millonarios · Colombia          | 1.ª                 | 2017                | 43    | 0     | 4      | 3            | 0            | 0            | 1             | 0             | 0             | 47    | 0     | 4      |
| Millonarios · Colombia          | 1.ª                 | 2018                | 18    | 1     | 1      | 7            | 0            | 0            | 6             | 0             | 0             | 31    | 1     | 1      |
| Millonarios · Colombia          | 1.ª                 | 2019                | 4     | 0     | 0      | 1            | 0            | 0            | Inexistentes  | Inexistentes  | Inexistentes  | 5     | 0     | 0      |
| Millonarios · Colombia          | Total               | Total               | 85    | 2     | 8      | 17           | 1            | 0            | 7             | 0             | 0             | 109   | 3     | 8      |
| Estudiantes Argentina           | 1.ª                 | 2011                | 9     | 0     | 3      | 1            | 0            | 0            | 1             | 0             | 1             | 11    | 0     | 4      |
| Estudiantes Argentina           | Total               | Total               | 9     | 0     | 3      | 1            | 0            | 0            | 1             | 0             | 1             | 11    | 0     | 4      |
| Newell's Old Boys Argentina     | 1.ª                 | 2012                | 9     | 0     | 0      | Inexistentes | Inexistentes | Inexistentes | Inexistentes  | Inexistentes  | Inexistentes  | 9     | 0     | 0      |
| Newell's Old Boys Argentina     | Total               | Total               | 9     | 0     | 0      | 0            | 0            | 0            | 0             | 0             | 0             | 9     | 0     | 0      |
| Colo-Colo · Chile               | 1.ª                 | 2012                | 14    | 0     | 3      | 2            | 0            | 0            | Inexistentes  | Inexistentes  | Inexistentes  | 16    | 0     | 3      |
| Colo-Colo · Chile               | 1.ª                 | 2013                | 13    | 1     | 1      | Inexistentes | Inexistentes | Inexistentes | Inexistentes  | Inexistentes  | Inexistentes  | 13    | 1     | 1      |
| Colo-Colo · Chile               | Total               | Total               | 27    | 1     | 4      | 2            | 0            | 0            | 0             | 0             | 0             | 29    | 1     | 4      |
| Junior · Colombia               | 1.ª                 | 2013                | 22    | 1     | 3      | 2            | 0            | 0            | Inexistentes  | Inexistentes  | Inexistentes  | 22    | 1     | 3      |
| Junior · Colombia               | 1.ª                 | 2014                | 27    | 4     | 3      | 5            | 2            | 0            | Inexistentes  | Inexistentes  | Inexistentes  | 32    | 6     | 3      |
| Junior · Colombia               | 1.ª                 | 2015                | 25    | 1     | 3      | 9            | 0            | 0            | 1             | 0             | 0             | 35    | 1     | 3      |
| Junior · Colombia               | 1.ª                 | 2016                | 31    | 0     | 8      | 7            | 0            | 0            | 7             | 0             | 0             | 38    | 0     | 8      |
| Junior · Colombia               | Total               | Total               | 105   | 6     | 17     | 23           | 2            | 0            | 8             | 0             | 0             | 136   | 8     | 17     |
| Alianza Petrolera · Colombia    | 1.ª                 | 2019                | 9     | 0     | 0      | Inexistentes | Inexistentes | Inexistentes | Inexistentes  | Inexistentes  | Inexistentes  | 9     | 0     | 0      |
| Alianza Petrolera · Colombia    | Total               | Total               | 9     | 0     | 0      | 0            | 0            | 0            | 0             | 0             | 0             | 9     | 0     | 0      |
| Cortuluá · Colombia             | 2.ª                 | 2021                | 41    | 5     | 0      | 1            | 0            | 0            | Inexistentes  | Inexistentes  | Inexistentes  | 42    | 5     | 0      |
| Cortuluá · Colombia             | Total               | Total               | 41    | 5     | 0      | 1            | 0            | 0            | 0             | 0             | 0             | 42    | 5     | 0      |
| Boca Juniors de Cali · Colombia | 2.ª                 | 2022                | 21    | 0     | 0      | Inexistentes | Inexistentes | Inexistentes | Inexistentes  | Inexistentes  | Inexistentes  | 21    | 0     | 0      |
| Boca Juniors de Cali · Colombia | Total               | Total               | 21    | 0     | 0      | 0            | 0            | 0            | 0             | 0             | 0             | 21    | 0     | 0      |
| Club Llaneros · Colombia        | 2.ª                 | 2023                | 9     | 2     | 0      | Inexistentes | Inexistentes | Inexistentes | Inexistentes  | Inexistentes  | Inexistentes  | 9     | 2     | 0      |
| Club Llaneros · Colombia        | Total               | Total               | 9     | 2     | 0      | 0            | 0            | 0            | 0             | 0             | 0             | 9     | 2     | 0      |
| Total en su carrera             | Total en su carrera | Total en su carrera | 451   | 28    | 35     | 43           | 3            | 0            | 18            | 0             | 2             | 510   | 31    | 37     |

## Palmarés

### Campeonatos nacionales
| Título                | Club           | País     | Año  |
| --------------------- | -------------- | -------- | ---- |
| Copa Colombia         | Deportivo Cali | Colombia | 2010 |
| Copa Colombia         | Millonarios    | Colombia | 2011 |
| Copa Colombia         | Junior         | Colombia | 2015 |
| Torneo Finalización   | Millonarios    | Colombia | 2017 |
| Superliga de Colombia | Millonarios    | Colombia | 2018 |

#### Campeonatos amistosos
| Título            | Club        | País     | Año  |
| ----------------- | ----------- | -------- | ---- |
| Torneo Fox Sports | Millonarios | Colombia | 2019 |